# Alexander de Seversky
Alexander de Seversky, orosz nevén Alekszandr Nyikolajevics Prokofjev-Szeverszkij (orosz betűkkel: Александр Николаевич Прокофьев-Северский, grúz betűkkel: ალექსანდრე ნიკოლაის ძე სევერსკი; Tiflisz, Grúzia, Orosz Birodalom, 1894. június 7. – New York, Amerikai Egyesült Államok, 1974. augusztus 25.) katonai pilóta  egy az első világháború során hírnevet szerzett katonák közül. Néhány kiképzés, és a repülési akadémia elvégzése után részt vett az első világháború légi harcaiban. Az orosz haditengerészet pilótája volt.

## Élete

### Fiatalkora
De Seversky 1894-ben született grúz–orosz család sarjaként, az Orosz Birodalomban. Mindössze tizennégy évesen kezdte el tanulmányait az orosz Haditengerészeti Akadémián. Fiatalkora ellenére (apjának köszönhetően) már tapasztalt és rutinos pilóta volt. 1914-ben szerezte meg a diplomát, és még ebben az évben a haditengerészet kötelékének tagjaként a frontra küldték.

### Az első világháborúban
Az első bevetései alkalmával olyan súlyosan megsérült, hogy egyik lábát térdtől lefelé kénytelenek voltak amputálni, de felépült súlyos sebeiből, és egy faláb segítségével ismét lábra állhatott.
Az orosz hatóságok azonban kis híján letartóztatták, mivel a pilóta minden áron vissza akart térni, és folytatni kívánta a harcot. Végül a cár közbenjárásának köszönhetően visszatérhetett alakulatához. 1916. július 4-én megszerezte első győzelmét, és ezután csak augusztusban szerzett újra győzelmet. Az utolsó kettőt 1917. október 17-én egy Two-Seater és egy Scout ellenében. Hat győzelme közül egy tripla, egy dupla és egy sima volt. Kevés ilyen csekély számú győzelemmel rendelkező pilóta duplázott és triplázott ennyit. A világháború vége felé az Amerikai nagykövetségnél dolgozott, majd a bolsevik puccs után soha többet nem tért vissza a Szovjetunióba.

### Légi győzelmei
| Sorszám | Dátum               | Beosztási hely              | Repülőgép   | Ellenfél   |
| ------- | ------------------- | --------------------------- | ----------- | ---------- |
| 1       | 1916. július 4.     | 2. tengerészeti különítmény | Grig M.9    | Scout      |
| 2       | 1916. augusztus 13. | 2. tengerészeti különítmény | Grig M.9    | Hidroplán  |
| 3       | 1916. augusztus 13. | 2. tengerészeti különítmény | Grig M.9    | Hidroplán  |
| 4       | 1916. augusztus 13. | 2. tengerészeti különítmény | Grig M.9    | Hidroplán  |
| 5       | 1917. október 10.   | 2. tengerészeti különítmény | Nieuport 21 | Scout      |
| 6       | 1917. október 10.   | 2. tengerészeti különítmény | Nieuport 21 | Two-Seater |

### További élete
De Seversky 1927-ben megszerezte az amerikai állampolgárságot, mivel rájött, sohasem térhet haza. Néhány éven belül, 1931-ben cége, a Seversky Aircraft Corporation kifejlesztett egy háromszemélyes egyfedelű repülőgépet. Később még számos repülőgépet és repülésben használatos berendezést fejlesztett ki a vállalata. A második világháború alatt szintén az amerikai légierő egyik fő fejlesztője volt. Az Egyesült Államok ezt több rangosabb kitüntetéssel viszonozta.
1974-ben halt meg New Yorkban, 80 éves korában. Halálát egy légúti betegség okozta.

## Lásd még
- Az Orosz Birodalom első világháborús ászpilótái